# Giro del Belgio 1970
Il Giro del Belgio 1970, cinquantaquattresima edizione della corsa, si svolse in quattro tappe, precedute da un cronoprologo, tra il 6 e il 10 aprile 1970, per un percorso totale di 826 km e fu vinto dal belga Eddy Merckx.

## Tappe
| Tappa  | Data      | Percorso                     | km  | Vincitore di tappa  | Leader cl. generale |
| ------ | --------- | ---------------------------- | --- | ------------------- | ------------------- |
| Prol.  | 6 aprile  | Spa (Cron. individuale)      | 6   | Eric Leman          |                     |
| 1ª-1ª  | 7 aprile  | Spa > Virton                 | 169 | Frans Verbeeck      |                     |
| 1ª-2ª  | 7 aprile  | Virton (Cron. individuale)   | 1   | Eddy Merckx         |                     |
| 2ª     | 8 aprile  | Virton > Jambes              | 195 | Herman Van Springel |                     |
| 3ª-1ª  | 9 aprile  | Jambes > Heist               | 188 | Walter Godefroot    |                     |
| 3ª-2ª  | 9 aprile  | Heist (Cron. individuale)    | 9   | Eddy Merckx         |                     |
| 4ª     | 10 aprile | Heist > Woluwe-Saint-Lambert | 258 | Gerben Karstens     | Eddy Merckx         |
| Totale | Totale    | Totale                       | 826 |                     |                     |

## Dettagli delle tappe

### Prologo
- 6 aprile: Spa – Cronometro individuale – 6 km

Risultati
| Pos. | Corridore          | Squadra       | Tempo  |
| ---- | ------------------ | ------------- | ------ |
| 1    | Eric Leman         | Flandria-Mars | 10'33" |
| 2    | Roger De Vlaeminck | Okay Whiskey  | a 1"   |
| 3    | Jan Serpenti       | Caballero     | a 9"   |

### 1ª tappa-1ª semitappa
- 7 aprile: Spa > Virton – 169 km

Risultati
| Pos. | Corridore          | Squadra       | Tempo    |
| ---- | ------------------ | ------------- | -------- |
| 1    | Frans Verbeeck     | Geens-Watney  | 4h17'50" |
| 2    | Roger De Vlaeminck | Flandria-Mars | s.t.     |
| 3    | Eddy Merckx        | Faemino-Faema | s.t.     |

### 1ª tappa-2ª semitappa
- 7 aprile: Virton – Cronometro individuale – 1 km

Risultati
| Pos. | Corridore      | Squadra       | Tempo |
| ---- | -------------- | ------------- | ----- |
| 1    | Eddy Merckx    | Faemino-Faema | ?     |
| 2    | Frans Verbeeck | Geens-Watney  | ?     |
| 3    | Leif Mortensen | Bic           | ?     |

### 2ª tappa
- 8 aprile: Virton > Jambes – 195 km

Risultati
| Pos. | Corridore           | Squadra       | Tempo    |
| ---- | ------------------- | ------------- | -------- |
| 1    | Herman Van Springel | Mann-Grundig  | 4h42'35" |
| 2    | Roger De Vlaeminck  | Flandria-Mars | a 48"    |
| 3    | Eddy Merckx         | Faemino-Faema | s.t.     |

### 3ª tappa-1ª semitappa
- 9 aprile: Jambes > Heist – 188 km

Risultati
| Pos. | Corridore         | Squadra       | Tempo    |
| ---- | ----------------- | ------------- | -------- |
| 1    | Walter Godefroot  | Flandria-Mars | 4h38'05" |
| 2    | Eric De Vlaeminck | Flandria-Mars | s.t.     |
| 3    | Eddy Merckx       | Faemino-Faema | a 2"     |

### 3ª tappa-2ª semitappa
- 9 aprile: Heist – Cronometro individuale – 9 km

Risultati
| Pos. | Corridore           | Squadra       | Tempo |
| ---- | ------------------- | ------------- | ----- |
| 1    | Eddy Merckx         | Faemino-Faema | ?     |
| 2    | Herman Van Springel | Mann-Grundig  | ?     |
| 3    | Willy Vekemans      | Hertekamp     | ?     |

### 4ª tappa
- 10 aprile: Heist > Woluwe-Saint-Lambert – 258 km

Risultati
| Pos. | Corridore              | Squadra   | Tempo    |
| ---- | ---------------------- | --------- | -------- |
| 1    | Gerben Karstens        | Peugeot   | 6h54'45" |
| 2    | Albert Van Vlierberghe | Ferretti  | s.t.     |
| 3    | Cees Zoontjens         | Caballero | a 25"    |

## Classifiche finali

### Classifica generale
| Pos. | Corridore                | Squadra       | Tempo     |
| ---- | ------------------------ | ------------- | --------- |
| 1    | Eddy Merckx              | Faemino-Faema | 20h47'55" |
| 2    | Walter Godefroot         | Salvarani     | a 3'03"   |
| 3    | Eric De Vlaeminck        | Flandria-Mars | a 8'00"   |
| 4    | Bernard Van De Kerckhove | Dreher        | a 9'02"   |
| 5    | Herman Van Springel      | Mann-Grundig  | a 11'54"  |
| 6    | Frans Verbeeck           | Geens         | a 16'10"  |
| 7    | Gerben Karstens          | Peugeot       | a 16'56"  |
| 8    | Albert Van Vlierberghe   | Ferretti      | a 17'08"  |
| 9    | Willy Vekemans           | Hertekamp     | a 17'15"  |
| 10   | Roger Rosiers            | Bic           | s.t.      |

### Classifica a punti
| Pos. | Corridore   | Squadra       | Tempo |
| ---- | ----------- | ------------- | ----- |
| 1    | Eddy Merckx | Faemino-Faema | ?     |

### Classifica a squadre
| Pos. | Squadra       | Tempo |
| ---- | ------------- | ----- |
| 1    | Faemino-Faema | ?     |